# Sabal gretheriae
A Sabal gretheriae a pálmafélék (Areacea) családjába tartozó faj.
A fajt Hermililo J. Quero írta le 1991-ben, és tiszteletből Rosaura Grether botanikusról nevezték el, aki együtt dolgozott Queróval.

## Elterjedése
Quintana Roo állam (Mexikó) endemikus faja. Tengerszint közeli magasságon hajt. Többnyire nyitott, lágyszárú növénytársulások társulásalkotó faja. A bolygatott homokos talajt kedveli. Eredeti élőhelyének elvesztése fenyegeti.

## Leírása
Legyezőpálma, nagyon hasonlít a mexikói szabalpálmára (Sabal mexicana).

## Fordítás
Ez a szócikk részben vagy egészben a Sabal gretheriae című angol Wikipédia-szócikk fordításán alapul.  Az eredeti cikk szerkesztőit annak laptörténete sorolja fel. Ez a jelzés csupán a megfogalmazás eredetét és a szerzői jogokat jelzi, nem szolgál a cikkben szereplő információk forrásmegjelöléseként.